# Keles (Turquie)
Ne doit pas être confondu avec Keles (Ouzbékistan).
Keles est une ville et un district de la province de Bursa dans la région de Marmara en Turquie.